# Jember
Jember é uma regência da província de Java Oriental, na Indonésia. A população era de 2.332.726 no censo de 2010 e de 2.536.729 pessoas no censo de 2020. Sua capital administrativa é a área urbana de Jember, que é a terceira maior área urbana da província de Java Oriental (depois de Surabaya e Malang), com 359.184 habitantes em 2020, mas não possui status de município ou cidade, pois está dividida em três distritos separados. Jember é famosa por suas fazendas de tabaco e comida tradicional chamada tapai, feita de mandioca fermentada.

## Geografia
Jember tem uma área total de 3.306,69 km2. Compartilha suas fronteiras com as regências de Lumajang (a oeste), Probolinggo, Bondowoso e Situbondo (ao norte) e Banyuwangi (a leste). Ao sul fica o Oceano Índico, onde a regência inclui a ilha de Nusa Barong, localizada ao sul de Java.

## Distritos administrativos
Jember consiste em trinta e um distritos (indonésio: kecamatan), listados abaixo com suas áreas e suas populações no Censo de 2010 e no Censo de 2020. Todos os distritos têm o mesmo nome das cidades que fornecem seus centros administrativos. A tabela também inclui o número de aldeias (desa rural e kelurahan urbana) em cada distrito e seu(s) código(s) postal(is).
| Nome           | Área em km2 | População (Censo 2010) | População (Censo 2020) | N° de vilas | Post code(s)  |
| -------------- | ----------- | ---------------------- | ---------------------- | ----------- | ------------- |
| Kencong        | 61,03       | 65.173                 | 71.430                 | 5           | 68167         |
| Gumukmas       | 93,27       | 79.224                 | 87.724                 | 8           | 68165         |
| Puger (a)      | 160,06      | 114.506                | 123.763                | 12          | 68164         |
| Wuluhan (b)    | 128,74      | 114.695                | 123.999                | 7           | 68162         |
| Ambulu (c)     | 116,76      | 105.103                | 116.361                | 7           | 68172 (d)     |
| Tempurejo (e)  | 536,91      | 70.663                 | 78.926                 | 8           | 68173         |
| Silo           | 322,68      | 103.850                | 108.150                | 9           | 68184         |
| Mayang         | 57,70       | 48.362                 | 50.971                 | 7           | 68182 (f)     |
| Mumbulsari     | 86,09       | 62.339                 | 68.009                 | 7           | 68174         |
| Jenggawah      | 56,08       | 81.318                 | 87.682                 | 8           | 68171         |
| Ajung          | 60,09       | 74.416                 | 82.046                 | 7           | 68175         |
| Rambipuji      | 54,41       | 78.934                 | 86.834                 | 8           | 68152         |
| Balung         | 50,00       | 77.005                 | 81.680                 | 8           | 68161         |
| Umbulsari      | 72,10       | 69.539                 | 78.245                 | 10          | 68166         |
| Semboro        | 47,56       | 43.475                 | 49.070                 | 6           | 68157         |
| Jombang        | 55,57       | 50.003                 | 55.553                 | 6           | 68168         |
| Sumberbaru     | 158,09      | 99.416                 | 115.270                | 10          | 68156         |
| Tanggul        | 199,94      | 82.760                 | 93.057                 | 8           | 68155         |
| Bangsalsari    | 159,53      | 113.905                | 124.264                | 11          | 68154         |
| Panti          | 181,82      | 59.399                 | 65.084                 | 7           | 68153         |
| Sukorambi      | 45,46       | 37.950                 | 41.161                 | 5           | 68151         |
| Arjasa         | 35,10       | 38.055                 | 41.295                 | 6           | 68191         |
| Pakusari       | 30,55       | 41.713                 | 45.059                 | 7           | 68181         |
| Kalisat        | 52,68       | 74.962                 | 78.428                 | 12          | 68193 (g)     |
| Ledokombo      | 131,91      | 62.528                 | 68.193                 | 10          | 68196         |
| Sumberjambe    | 129,99      | 60.126                 | 62.635                 | 9           | 68195         |
| Sukowono       | 50,43       | 58.734                 | 60.317                 | 12          | 68194         |
| Jelbuk         | 72,79       | 31.962                 | 32.339                 | 6           | 68192         |
| Kaliwates (h)  | 25,61       | 111.861                | 125.855                | 7           | 68131 - 68137 |
| Sumbersari (h) | 36,35       | 126.279                | 132.802                | 7           | 68121 - 68126 |
| Patrang (h)    | 37,39       | 94.471                 | 100.527                | 8           | 68111 - 68118 |
| Totais         | 3.306,69    | 2.332.726              | 2.536.729              | 248         | -             |

Notas: (a) inclui a grande ilha offshore de Nusa Barong (Pulau Nusa Barong, que forma a vila administrativa - ou desa - de Puger Wetan), bem como 13 ilhas offshore muito menores.
(b) inclui 2 pequenas ilhas offshore.
(c) inclui 12 pequenas ilhas offshore.
(d) exceto a vila de Karanganyar, cujo código postal é 68132.
(e) inclui 22 pequenas ilhas costeiras.(f) excepto a aldeia de Tegalrejo, cujo código postal é 68118.
(g) excepto a aldeia de Plalangan, cujo código postal é 68113.(h) os últimos três distritos (indicados por "(h)" acima) juntos constituem a área urbana da cidade de Jember.

## Dados demográficos
Havia 2.332.726 pessoas vivendo na regência de Jember no Censo de 2010. A população aumentou em 2020 para 2.536.729 - uma densidade média de cerca de 767,15 pessoas/km2.

### Origens étnicas
A regência de Jember é uma área heterogênea onde muitos grupos étnicos se misturam e vivem juntos. A maioria de sua população é composta por javaneses e madureses, com uma pequena porcentagem de etnia chinesa, balinesa, árabe e indiana.

### Idioma
A maioria dos cidadãos fala a língua javanesa ou a língua maduresa e, às vezes, um dialeto misto das línguas javanesa e maduresa. Muitos cidadãos falam indonésio apenas para fins oficiais e comerciais e para se comunicar com pessoas não javanesas ou não maduresas.

## Carnaval de Moda de Jember
O Carnaval de Moda de Jember é um evento anual. No décimo carnaval de 2011, mais de 600 participantes desfilaram na maior passarela do mundo. A passarela tinha 3.6km, ao longo de Jalan PB Sudirman (Central Park) e Jalan Gajah Mada, até o Jember Sport Hall.

## Aeroporto
Uma expansão do Aeroporto Notohadinegoro inativo foi verificada para reutilização/operação em junho de 2014. O aeroporto conta agora com 1.705 metros de pista e pronto para atender até um avião ATR 72/600. O aeroporto está fechado desde abril de 2020, sem planos de reabertura. Os altos preços do combustível de aviação e a falta de demanda tornam o Aeroporto de Notohadinegoro não lucrativo para as companhias aéreas domésticas.